# Chiapas
Chiapas è un stato federato messicano di 5 217 908 abitanti.

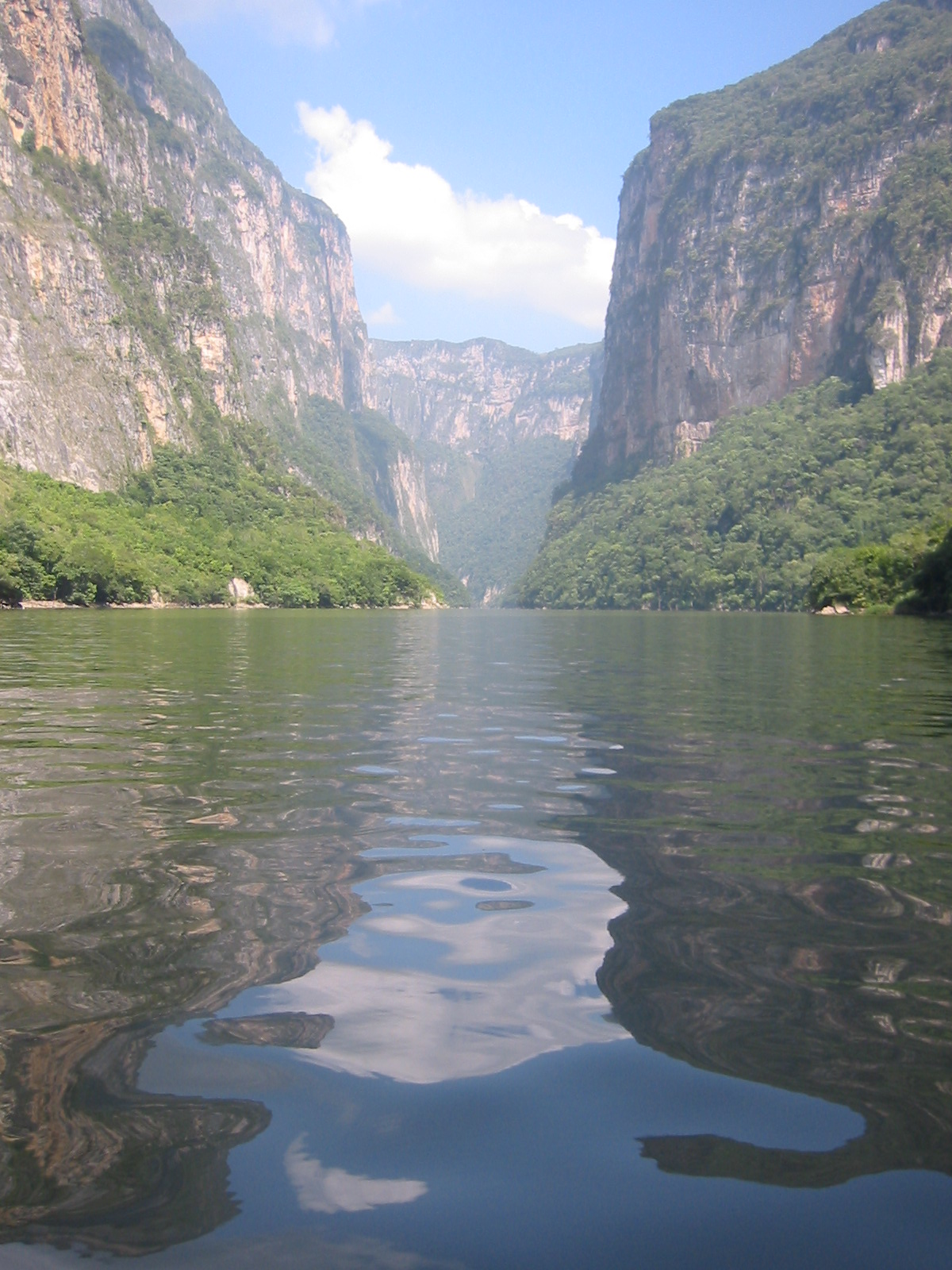
Cañón del Sumidero, nel Río Grijalva

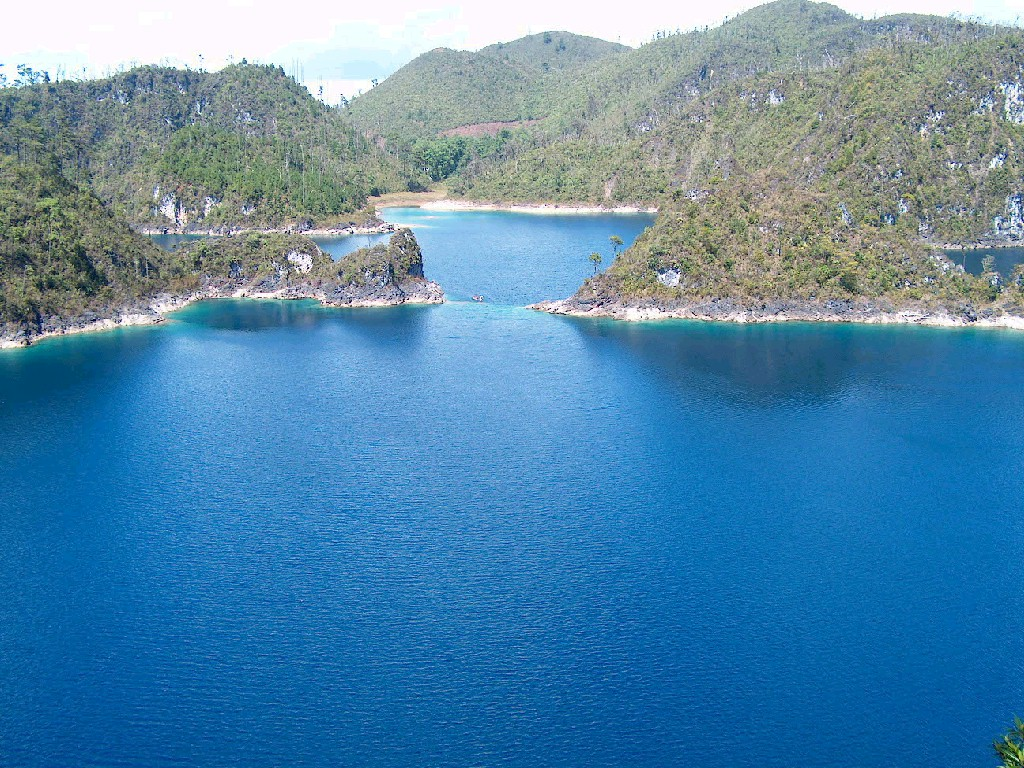
Parco della laguna di Montebello

Il Chiapas è uno Stato del Messico. La capitale e città più grande è Tuxtla Gutiérrez, ma la città più importante turisticamente è San Cristóbal de Las Casas. Con un'estensione pari a circa un quinto dell'Italia, è uno dei 31 stati federati che costituiscono il Messico.

## Storia
Quando l'America Centrale raggiunse l'indipendenza dal Messico nel 1823, la parte occidentale del Chiapas venne annessa ad esso. La maggior parte del Chiapas odierno venne inglobato in seguito alla disgregazione della Repubblica Federale del Centro America nel 1842 e il resto venne preso al Guatemala all'inizio degli anni 1880 dal presidente Porfirio Díaz.
Il Chiapas rimase uno degli stati messicani meno affetti dai cambiamenti. I discendenti degli spagnoli continuavano a esercitare il loro dominio sui nativi Indios.
Nel 1868 vi fu una ribellione indigena, guidata dal popolo tzotzil. Riuscirono quasi a conquistare San Cristóbal de Las Casas, poi la capitale Tuxtla Gutiérrez, prima di essere sconfitti dall'esercito messicano.
Gli indigeni soffrono ancora una situazione di terribile oppressione da parte dei discendenti degli spagnoli. Sono estremamente poveri e gran parte di essi non ha accesso all'acqua potabile. Le loro terre hanno subìto numerose confische ordinate dal governo centrale ed eseguite con l'ausilio dell'esercito.
La vita media degli uomini è di 60 anni, mentre quella delle donne è di appena 50 anni, un livello assai basso sul quale influiscono non solo le fatiche dei lavori nei campi e nel pascolo, ma anche le pessime condizioni igieniche e le morti per complicanze del parto.
L'analfabetismo è estremamente diffuso. Gli indigeni che vivono nei centri urbani subiscono il razzismo dei meticci; difficilmente riescono a trovare lavori dignitosi e spesso vengono loro negati servizi fondamentali, per esempio sanitari. Il governo non riconosce né rispetta la loro cultura e le loro tradizioni, che ad esempio non vengono studiate in alcuna scuola riconosciuta dallo Stato.
Tutto ciò portò, nel novembre del 1983, alla formazione dell'Esercito Zapatista di Liberazione Nazionale (EZLN) e al levantamiento, l'insurrezione, che ebbe luogo il 1º gennaio del 1994. Era il giorno in cui entrava in vigore il North American Free Trade Agreement: in coincidenza con quell'avvenimento, l'EZLN attuò l'occupazione di sette comuni del Chiapas. Fu un'occupazione simbolica, che durò una sola notte, e per la gran parte dei casi fu realizzata disarmando l'esercito senza sparare un colpo. Ma in alcuni centri abitati questo non fu possibile, a causa dell'opposizione attuata dalle truppe, ed ebbero luogo aspri combattimenti. Tra i centri assediati figura San Cristóbal de Las Casas, dove il Subcomandante Marcos lesse la prima dichiarazione della Selva Lacandona, attraverso la quale i nuovi zapatisti reclamarono i loro diritti. Si ritirarono il giorno dopo, ma la loro vittoria fu politica, non militare. L'azione ebbe risonanza mondiale. Gli insorti si assicurarono così quella solidarietà e quella visibilità internazionale che permisero loro di evitare la ritorsione del governo e quindi di essere massacrati dall'esercito regolare, con il quale non potevano competere militarmente.
Vi furono altre tappe fondamentali nella lotta zapatista: la nascita degli Aguascalientes (amministrazioni territoriali indigene), che poi divennero Caracoles, e la "Marcia per la dignità dei popoli" nel 2001, alla quale parteciparono movimenti da ogni parte del mondo e che arrivò fino al governo centrale del Messico, nella capitale.

## Geografia fisica

### Geografia fisica
Lo Stato si a affaccia a sud-est sul golfo di Tehuantepec.

#### Idrografia
- Cascate di Agua Azul

### Fiumi
- Chiapas
- Rio Grijalva
- Rio Jatate
- Lacantura
- Rio Uspamapa
- Rio Usumacinta

### Geografia umana

#### Etnie e minoranze straniere
Gli indigeni sono circa un terzo. La popolazione india si divide in sette gruppi etnici (tzotzil, tzeltal, zoque, ch'ol, tojolabal, mame, lacandón), eredi della cultura delle popolazioni precolombiane maya. La popolazione del Chiapas discende dai Maya.

### Flora e fauna
| Flora e fauna del Chiapas |                      |                     |                          |                 |
|                           |                      |                     |                          |                 |
| Tepezcuintle              | Aluatta dal mantello | Tartaruga embricata | Quetzal splendente       | Tapiro          |
|                           |                      |                     |                          |                 |
| Giaguaro                  | Tucano               | pecari labiato      | Ocelote                  | Boa constrictor |
|                           |                      |                     |                          |                 |
| Kapok                     | Abete sacro          | Cedrella            | Dysoxylum pettigrewianum | Palo mulato     |

## Geografia antropica

### Suddivisioni amministrative
Lo Stato è suddiviso in 118 comuni raggruppati in 9 regioni economiche:
- I Centro: 22 comuni
- II Altos: 18 comuni
- III Fronteriza: 8 comuni
- IV Frailesca: 5 comuni
- V Norte: 22 comuni
- VI Selva: 17 comuni
- VII Sierra: 2 comuni
- VIII Soconusco: 15 comuni
- IX Istmo-Costa: 4 comuni

## Politica

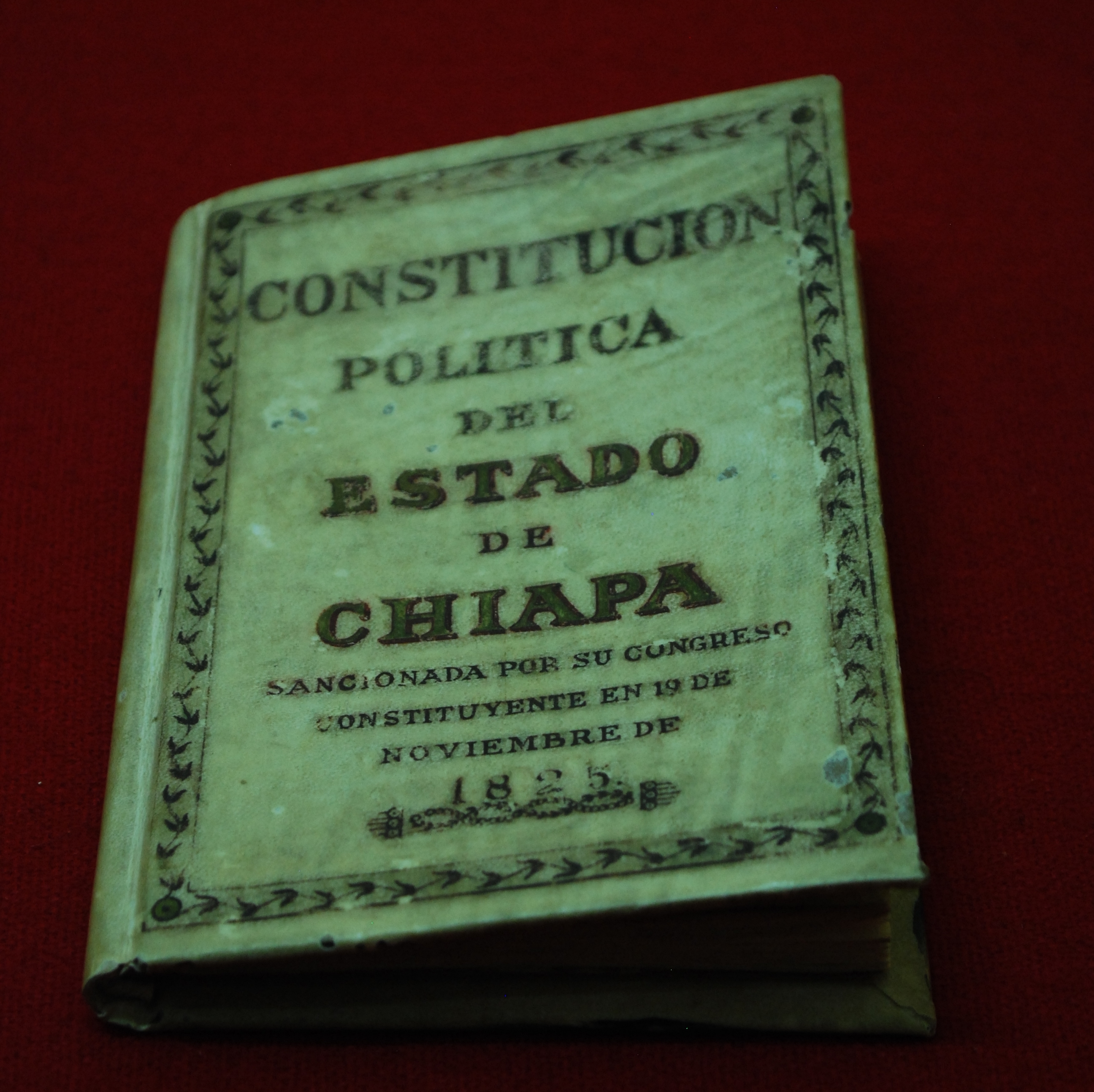
Copia della costituzione di stato del 1825

Il potere esecutivo è esercitato nello Stato del Chiapas dal Governatore, il cui ufficio dura sei anni. Le principali funzioni sono: promulgare e applicare leggi e decreti emanati dal Congresso di Stato; procurarsi i fondi pubblici, in ogni caso assicurarsi che la raccolta e la distribuzione siano realizzati in conformità con la legge; dare agli individui, attraverso concessione, lo sfruttamento di immobili di proprietà dello Stato, o la fornitura di servizi pubblici; se del caso secondo la legge vigente, possono delegare questa autorità per l'agenzia o ente dello Stato Pubblica Amministrazione stabilite dalla legge.
Il potere legislativo è esercitato dal Congresso di Stato, il quale è composto da 41 deputati, di cui: ventiquattro deputati sono eletti secondo il principio di maggioranza relativa, attraverso il sistema dei collegi uninominali; sedici deputati sono eletti secondo il principio della rappresentanza proporzionale, secondo il sistema di liste votato in quattro circoscrizioni plurinominali, mentre per la rappresentazione dei migranti chiapanecos all'estero è eletto un deputato in uno speciale collegio multi-utente. Il Congresso si rinnova, con le elezioni, nella sua interezza ogni tre anni.
La magistratura è composta dai seguenti organi:
1. il Tribunale superiore di Giustizia
2. il Consiglio giudiziario
3. la Corte Elettorale e amministrativa
4. il Tribunale del lavoro burocratico

### Governatori
I governatori del Chiapas negli ultimi 100 anni sono stati:
- (1913 - 1914): Bernardo Palafox
- (1932 - 1936): Victórico R. Grajales
- (1936 - 1940): Efraín A. Gutiérrez
- (1940 - 1944): Rafael Pascacio Gamboa
- (1944 - 1947): Juan M. Esponda
- (1947 - 1948): César A. Lara
- (1948 - 1952): Francisco J. Grajales
- (1952 - 1958): Efraín Aranda Osorio
- (1958 - 1964): Samuel León Brindis
- (1964 - 1970): José Castillo Tielemans
- (1970 - 1976): Manuel Velasco Suárez
- (1976 - 1977): Jorge de la Vega Domínguez
- (1977 - 1979): Salomón González Blanco
- (1979 - 1982): Juan Sabines Gutiérrez
- (1982): Gustavo Armendáriz
- (1982 - 1988): Absalón Castellanos Domínguez
- (1988 - 1993): Patrocinio González Garrido
- (1993 - 1994): Elmar Setzer Marseille
- (1994): Javier López Moreno
- (1994 - 1995): Eduardo Robledo Rincón
- (1995 - 1998): Julio César Ruíz Ferro
- (1998 - 2000): Roberto Albores Guillén
- (2000 - 2006): Pablo Salazar Mendiguchía
- (2006 - 2012): Juan Sabines Guerrero
- (2012 - 2018): Manuel Velasco Coello
- (2018 - 2024): Rutilio Escandón Cadenas
- (2024 - ): Eduardo Ramírez Aguilar

Il Chiapas è rappresentato al Congresso dell'Unione da 12 deputati federali e 3 senatori. Il Congresso di Stato è composto da 41 deputati.

## Cultura

### Architettura
Siti archeologici dello Stato del Chiapas:
- Palenque
- Yaxchilán

## Economia
Le attività economiche più importanti sono il turismo nazionale e internazionale, la produzione agricola: caffè, miele, cacao, verdure, chili, banana, Mango, Giamaica, cocco, cioccolato e canna da zucchero.
Importante è anche la produzione artigianale dell'ambra per gioielli principalmente nei comuni di El Bosque e Simojovel de Allende, lavorazione del legno e fango, lacca e selleria tradizionale.

### Ambra

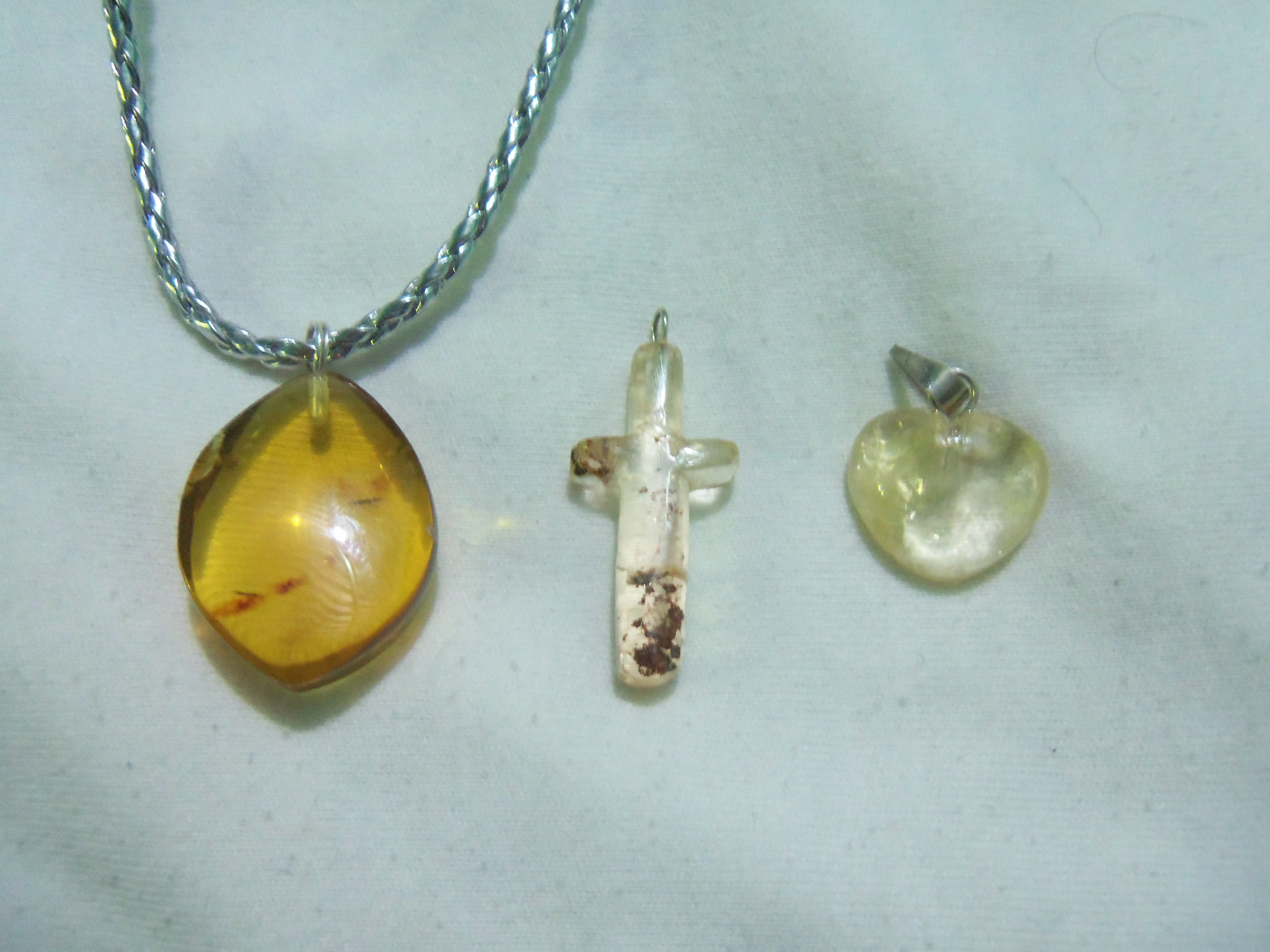
Ámbar del Chiapas

L'ambra è una gemma che viene estratta dallo Stato del Chiapas, nella regione VII delle foreste, è riconosciuta per la sua qualità e la forza internazionale, estratto in diverse tonalità, contraddistinto da un colore rossastro, conosciuto come "Red chiapaneco".
L'estrazione e la lavorazione viene fatta a mano.
Il Chiapas ospita anche due musei dedicati all'Ambra nella città di San Cristóbal de las Casas e a Simojovel de Allende nella parte settentrionale dello Stato, dove il museo espone le migliori pietre della regione.

### Estrazione
Tra il 2002 e il marzo 2005, il governo federale messicano ha rilasciato 50 concessioni di sfruttamento e tre per l'estrazione in Chiapas, dove alcuni anni fa l'industria ha cominciato a svilupparsi, per un totale di 357.443,87 ettari.
I principali giacimenti presenti sono di rame nelle rocce sedimentarie, di porfido (Cu-Mo), di skarns, di oro (Au). Ci sono le prospettive di estrarre in futuro alluminio (Al), ferro nero della sabbia e titanio (Fe-Ti).
L'attività principale è l'estrazione dell'oro; due multinazionali canadesi possiedono concessioni per esplorare 284.942 ettari.

### Turismo nel Chiapas

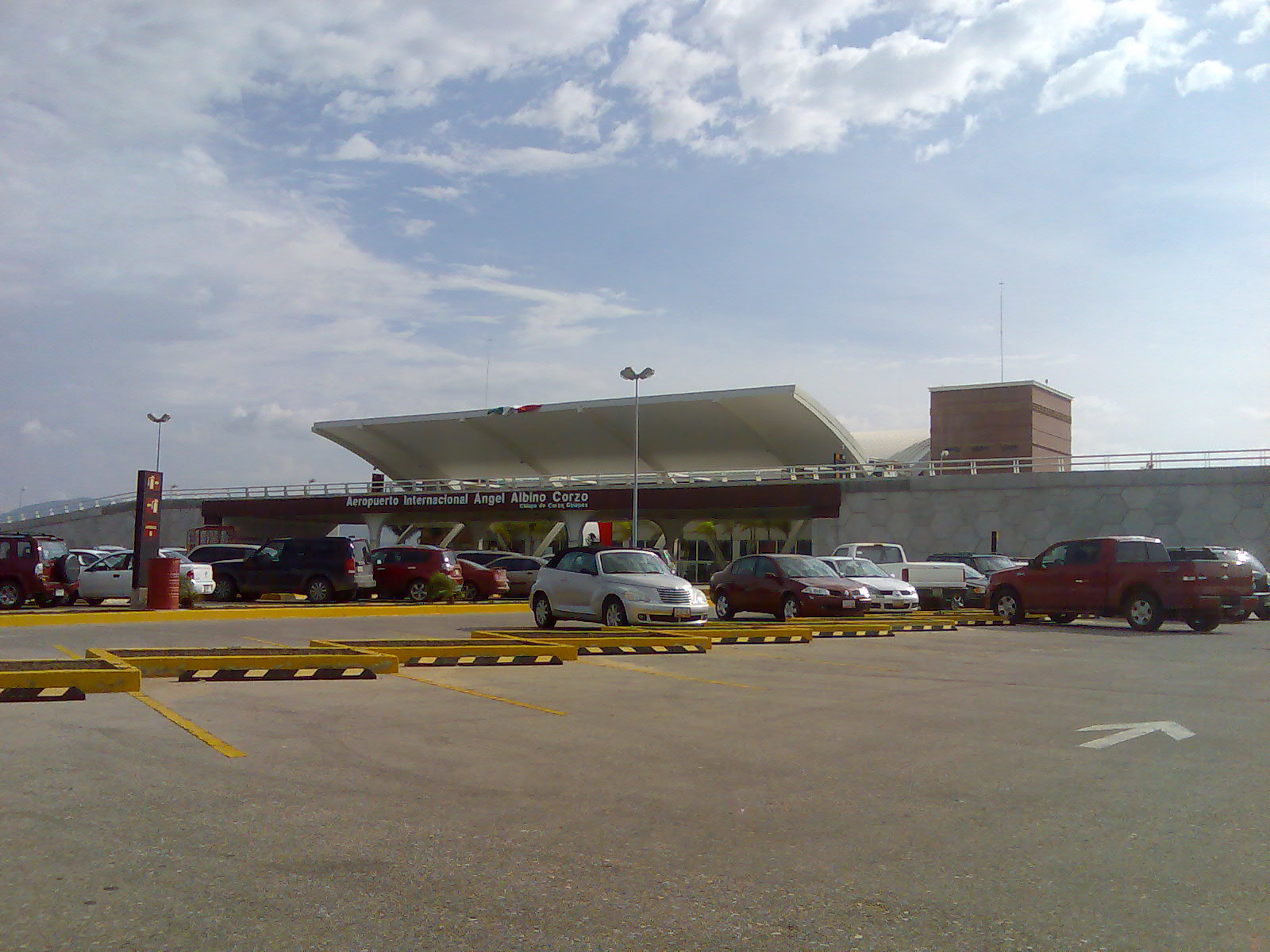
Aeropuerto Internacional de Tuxtla a Chiapa de Corzo

Il turismo in Chiapas è una delle attività economiche prioritarie.
Le tendenze globali hanno privilegiato la cultura come obiettivi per il riposo e la ricreazione, il che ha permesso al Chiapas di avvantaggiarsi sfruttando questi due elementi di cui è molto ricco. Lo Stato ha la caratteristica di avere una vasta gamma di turismo. Ha una costa che offre ampie spiagge, paludi e mangrovie.
La zona centrale dispone di aree boschive e villaggi rurali che conservano le tradizioni pre-ispaniche e formazioni naturali come canyon e fiumi. A nord troviamo i resti più importanti della civiltà Maya, e ad est, verso il confine con il Guatemala, riserve naturali silvane.
Esempi di zone turistiche più importanti.
Siti archeologici:
- Palenque
- Bonampak
- Yaxchilán
- Toniná
- Chinkultik
- Lagartero
- Tenam Puente
- Chiapa de Corzo
- Iglesia Vieja
- Izapa

Le città che conservano l'architettura coloniale sono: San Cristobal de las Casas, Chiapa de Corzo, Comitán de las Flores, Ocosingo, Tecpatán, Copainala, Teopisca, Tonalá, San Bartolome de los Llanos oggi Venustiano Carranza, Socoltenango, Soyaló, Tapalapa, Acala, Simojovel de Allende.
Spiagge
- Puerto Arista
- Boca del cielo
- El Gancho
- Las Gaviotas
- Playa Linda
- Playa San Benito
- Barra de San Simón y Barra de San José.
- Chocohuital
- MadreSal
- Zacapulco

### Attrazioni naturali

#### Aree protette
- Riserve della Biosfera
  - Montes Azules (Selva Lacandona)
  - El Triunfo
  - Lacantún
  - La Encrucijada
  - La Sepultura
  - Selva El Ocote
- monumenti naturali
  - Bonampak
  - Yaxchilán
  - Toniná
- Zone di protezione delle risorse naturali
  - Cascadas de Agua Azul
- Area di protezione della fauna selvatica e della flora
  - Chan-Kin
- parchi nazionali
  - Lagunas de Montebello
  - Cañón del Sumidero
  - Palenque
- Area sotto Conservación Ecológica (controllo federale)
  - Naha
  - Metzabok
- Aree di protezione delle foreste
  - Huizapa-Sesecapa
  - Villa de Allende (Vedada)
  - La Frailescana
- Zona di Protezione di tartaruga marina
  - Barra de Tonalá
- Zone naturali tipiche
  - La Concordia Zaragoza
  - Bosques Pinares de Chanal
- Centro Ecológico Recreativo
  - El Zapotal
- Area sotto Conservación Ecológica (controllo statale)
  - Rancho Nuevo
  - Reserva Biótica Gertrude Duby
  - El Canelar
  - El Recreo
  - Santa Ana
  - Laguna Bélgica
  - El Gancho Murillo
  - El Cabildo Amatal
  - Volcán Tacaná
  - Cordón Pico El Loro-Paxtal
- Riserva statale
  - Cerro Mactumatzá
  - La Lluvia